# Lysandra courvoisieri
Lysandra courvoisieri är en fjärilsart som beskrevs av Hermann Stauder 1922. Lysandra courvoisieri ingår i släktet Lysandra och familjen juvelvingar. Inga underarter finns listade i Catalogue of Life.